# Президентские выборы в Казахской ССР (1991)
Президентские выборы в Казахстане 1991 — вторые в истории Казахстана, но первые всенародные прямые выборы президента республики. Состоялись 1 декабря 1991 года на безальтернативной основе, за две недели до преобразования Казахской ССР в независимую Республику Казахстан.
24 апреля 1990 года Верховный Совет Казахской ССР учредил должность президента Казахской ССР, приняв республиканский Закон «Об учреждении поста Президента Казахской ССР и внесении изменений и дополнений в конституцию (основной закон) Казахской ССР». В этот же день Верховный Совет республики большинством голосов избрал на безальтернативной основе первого секретаря ЦК Коммунистической партии Казахской ССР (в составе КПСС), то есть предыдущего  главу республики с 22 июня 1989 года — Нурсултана Назарбаев президентом Казахской ССР сроком на 6 лет. Сергей Терещенко был назначен заместителем президента и руководителем Канцелярии Президента Казахской ССР. 25 октября 1990 года Верховный Совет Казахской ССР провозгласил суверенитет Казахской ССР в составе СССР.
16 октября 1991 года был принят Закон «О выборах Президента Казахской ССР», и Верховным Советом Казахской ССР 1 декабря был определён как день выборов.
Закон устанавливал необходимость сбора 100 тысяч подписей для выдвижения и регистрации кандидата в президенты, что совпадало с требованиями соответствующего закона РСФСР, хотя население Казахской ССР было в несколько раз меньше.
24 октября 1991 года действующий президент Казахской ССР Нурсултан Назарбаев был зарегистрирован Центральной избирательной комиссией в качестве кандидата в президенты.
В избирательный бюллетень для тайного голосования были включены кандидат в Президенты Казахской ССР Н. А. Назарбаев и кандидат в вице-президенты Казахской ССР — Е. М. Асанбаев.
Депутатами Верховного Совета Казахской ССР в качестве кандидата на пост президента предлагался также писатель Олжас Сулейменов, однако он взял самоотвод. Хасен Кожа-Ахмет не смог собрать необходимого числа подписей для выдвижения на выборы.

## Результаты
По официальным данным ЦИК республики, явка избирателей на выборах составила 88,20 %. Единственный кандидат — Нурсултан Назарбаев набрал 98,78 % голосов избирателей. В избирательных бюллетенях также была графа «Против», на которую поставили отметку 107 тысяч 252 голосовавших, или 1,22 %. Недействительными и испорченными были признаны лишь 198 бюллетеней. Таким образом, безальтернативный кандидат Нурсултан Назарбаев абсолютным большинством голосов избран президентом Казахстана.
Инаугурация президента Нурсултана Назарбаева состоялась 10 декабря 1991 года. За несколько часов до инаугурации, Верховный Совет Казахской ССР в связи с распадом СССР переименовал Казахскую ССР в Республику Казахстан, и таким образом, избранный президент Казахской ССР принял присягу как президент Республики Казахстан. Спустя 6 дней была провозглашена независимость республики от распавшегося СССР.
| Кандидат в президенты             | Кандидат в вице-президенты        | Партия                            | Голосов   | %       |
| --------------------------------- | --------------------------------- | --------------------------------- | --------- | ------- |
| Нурсултан Назарбаев               | Ерик Асанбаев                     | беспартийный                      | 8 681 276 | 98,78 % |
| Против                            | Против                            | Против                            | 107 252   | 1,22 %  |
| Недействительные/пустые бюллетени | Недействительные/пустые бюллетени | Недействительные/пустые бюллетени | 198       |         |
| Всего                             | Всего                             | Всего                             | 8 788 726 | 100     |
| Source: Nohlen et al.             |                                   |                                   |           |         |